# تنوین
| الفبای فارسی |    |   |    |   |   |
| الف          | ب  | پ | ت  | ث | ج |
| چ            | ‌ ح | خ | د  | ذ | ر |
| ز            | ‌ ژ | س | ‌ ش | ص | ض |
| ط            | ظ  | ع | غ  | ف | ق |
| ک            | گ  | ل | م  | ن | و |
| ه            | ی  |   |    |   |   |
| حروف دیگر    |    |   |    |   |   |
| ء            | آ  | اً | هٔ  | ة |   |

تَنوین از نشانه‌های ثانویهٔ الفبای فارسی برگرفته از الفبای عربی است.
سه نوع تنوین در زبان عربی وجود دارد که وارد زبان فارسی شده‌است:
1. تنوینِ نصب، یا دوزبر، اً، ـاً، مانند: ظاهراً، عملاً، قبلاً، معمولاً، واقعاً، ابتدائاً، احیاناً، استثنائاً، بِناءً علی‌هذا (بِنائاً علی‌هذا)
2. تنوینِ رفع، یا دوپیش ــٌـ، مانند: مضافٌ‌الیه، مفعولٌ‌به، مقسومٌ‌علیه
3. تنوینِ جرّ، یا دوزیر ــٍـ، مانند: بعبارةٍ‌اُخری

از این میان، تنوینِ نصب یا دوزبَر در زبان فارسی شیوعِ بسیار بیشتری دارد.

## نوشتن «ن» به‌جای تنوین یا دو زبَر
نخستین بار صادق هدایت در کتاب وغ‌وغ ساهاب به‌جای «تنوینِ یا دو زبَر کارگذاری» از حرف «نون» استفاده کرد. از آن‌جا که کل کتاب طنز است و در سایر کارهای هدایت دیده نمی‌شود، به‌نظر برخی از صاحب‌نظران، او تنها از سرِ شوخی جابه‌جایی را انجام داده‌بوده‌است، اما این کار بعدها در بین نویسندگان رواج پیدا کرد. ناصر وثوقی اولین کسی بود که در مجلهٔ اندیشه و هنر این موضوع را به‌طور جدی و پی‌گیر مورد استفاده قرار داد.
داریوش آشوری مخالف استفاده از نون به‌جای تنوین دو زبَر است؛ او می‌گوید: «این شیوه هیچ مشکلی را حل نمی‌کند و تنها بر ابهام خط فارسی می‌افزاید؛ زیرا با نشانهٔ سنتی می‌توان اصلِ عربیِ این نشانه و نقش قیدساز آن را در جمله بازشناخت، اما با این شیوهٔ تازه چیزی می‌شود شبیه هر «ن» پایانیِ دیگر در خط و زبان فارسی.»